# Jarma Lewis
Jarma Toy Lewis (5 de junio de 1931 – 12 de noviembre de 1985) fue una actriz de cine y modelo estadounidense activa en la década de 1950.

## Biografía
Jarma Lewis provenía de una familia de ascendencia anglo-irlandesa y asistió al Los Angeles City College. Hizo sus primeras apariciones en producciones teatrales escolares y recibió formación como actriz en la Neighborhood Playhouse School en Nueva York.
A principios de la década de 1950, interpretó sus primeros papeles en el cine. Lewis trabajaba como recepcionista en la consulta de un dentista de Beverly Hills y fue descubierta por el director Henry Hathaway, quien la eligió para interpretar a la reina Ginebra en su película de caballeros Prince Valiant. Posteriormente, fue contratada como estrella en ciernes y actriz prometedora por la 20th Century Fox (1954) y la MGM (1955-57). Junto con Taina Elg y Luana Leeshe, fue una de las intérpretes más jóvenes contratadas por MGM en aquella época. Trabajó primero con directores como Curt Siodmak, Otto Preminger, Stanley Donen y Richard Thorpe, y más tarde con Vincente Minnelli y Edward Dmytryk. Lewis apareció en diferentes géneros, como comedias, thrillers, películas policíacas, dramas y películas históricas.
Lewis también tuvo papeles episódicos en varias series de televisión y apariciones especiales en programas de televisión.
Lewis se dedicó a la escritura en la década de 1970 y formó parte de la junta directiva del UCLA Art Council durante 15 años. Murió en noviembre de 1985 a los 54 años en su casa de Beverly Hills.

## Vida personal
En noviembre de 1955, se casó con el magnate industrial Benjamin Edward Bensinger III, cuya familia había amasado una fortuna vendiendo e instalando boleras. La pareja pasó su luna de miel en Sudamérica y luego se estableció en Los Ángeles. El matrimonio, que terminó en divorcio en octubre de 1984, tuvo tres hijos.

## Filmografía

### Largometrajes
- Raintree County (1957) como Barbara Drake
- The Conqueror (1956) como chica en la bañera[3]
- The Tender Trap (1955) como Jessica [Collins][4]
- Women's Prison (1955) como prisionera
- The Cobweb (1955) como Lois Y. Demuth
- It's a Dog's Life (1955) como Mabel Maycroft[5]
- The Marauders (1955) como Hannah Ferber
- The Prodigal (1955) como Uba[6]
- Woman's World (1954) Como mujer en la sección de ofertas
- Prince Valiant (1954) como la reina Ginebra
- River of No Return (1954) como bailarina
- The French Line (1954) como modelo
- Seven Brides for Seven Brothers (1954) como novia de Lem
- The Magnetic Monster (1953) como azafata
- April in Paris (1953) como Chorine
- The WAC from Walla Walla (1952) como especialista

### Televisión
- Alfred Hitchcock Presents (1957) (Temporada 2 Episodio 19: "A Bottle of Wine") como Grace Connors